# PalaScapriano
Il Palascapriano è il palazzetto dello sport di Teramo.
 È sito a Scapriano, una località del comune di Teramo. Ha una capienza di 3.559 posti. Nel 2022 è stato intitolato a Renato ‘Tino’ Pellegrini, come omaggio alla memoria dell'indimenticato maestro di sport teramano.
La sua copertura a cupola ovale a spessore sottile in latero-cemento (laterizio + calcestruzzo) a pianta ellittica presenta eccezionali caratteristiche tecnico-costruttive. Con le sue misure di 63 metri lungo l'asse maggiore e 44,30 m. nell'asse minore è la più grande nel mondo. Come metro di paragone si consideri che il Pantheon di Roma, struttura in cemento non armato del II secolo raggiunge i 43 metri circa mentre la cupola del Brunelleschi a Firenze, costruita in laterizio e terminata nel 1420, circa i 45,5 m.
La progettazione e la direzione dei lavori è stata curata dall'ing. Gianpiero Castellucci.
Nel congresso di Stoccolma del 1982 dedicato alle opere più complesse d’Europa, un fascicolo speciale della nota rivista "Industria Italiana del cemento" ebbe per tema la cupola teramana, ancora oggi non superata nelle sue dimensioni.
Il Teramo Basket, ha disputato qui i propri incontri casalinghi sino alla stagione 2011-12, anno della sua scomparsa.
La struttura ha anche ospitato alcuni incontri di pallacanestro maschile in occasione dei Giochi del Mediterraneo 2009.

## Ristrutturazione 2002
A seguito della promozione in serie A2 del Teramo Basket, il palasport fu sottoposto ad un primo restyling in cui vennero costruiti nuovi spogliatoi, una nuova sala stampa e furono installati per la prima volta seggiolini nel settore tribuna.

## Ristrutturazione 2003
In virtù della promozione nella massima categoria italiana di pallacanestro, serie A1, del Teramo Basket il palasport ebbe una seconda grande rivisitazione. In tale occasione fu rifatto completamente il parquet di gioco. Inoltre, si ebbe un notevole ampliamento delle tribune (costruzione della tribuna d'onore mancante) e delle curve (inserendo file fino a bordo campo partendo dalla ex parte rialzata dei settori curva). A contorno di ciò furono installati in tutti i settori del palasport seggiolini creando l'effetto ottico di una fila di colore bianco ed una fila di colore rosso (colori della città di Teramo).

## Ristrutturazione 2008
Con la decisione di far disputare partite di pallacanestro per i giochi del mediterraneo di Pescara 2009, il palasport è stato soggetto ad un adeguamento in termini di uscite di sicurezza, con la creazione di nuove uscite e scale per i settori distinti.

## Galleria d'immagini

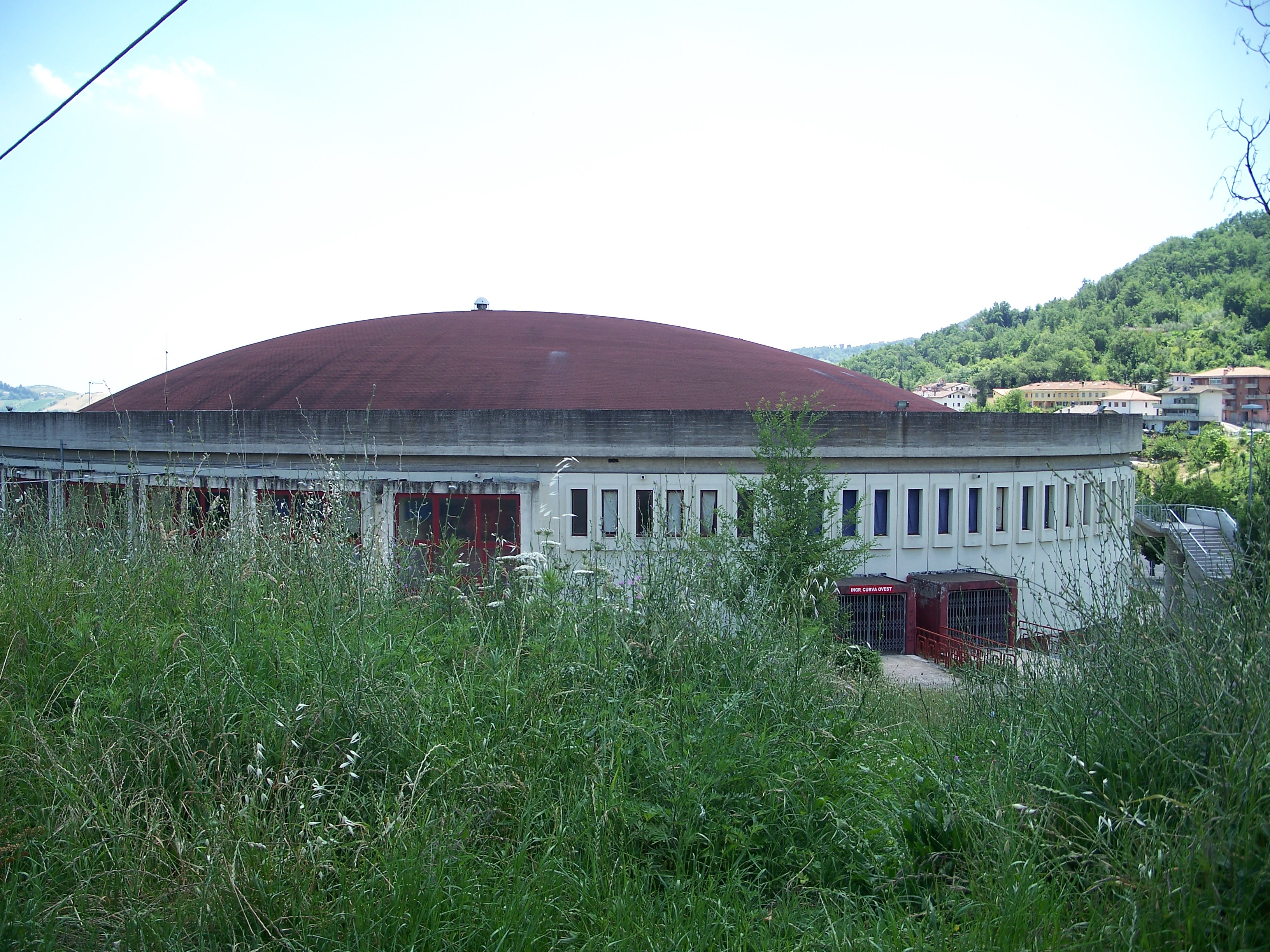